# Cianoacrilato

Estrutura química do metil-cianoacrilato

Cianoacrilato, também conhecido popularmente por super cola 3 e pelo nome não genérico Super Bonder (BR), é um tipo de adesivo criado acidentalmente em 1942 por Harry Coover durante experiências visando à criação de um polímero transparente.
É solúvel em acetona, mesmo após a cura, permitindo separação de objetos colados acidentalmente, e também solúvel em água, sendo menos denso que ela.

## História
O cianoacrilato foi usado na Segunda Guerra Mundial para estancar ferimentos, um procedimento arriscado, pois foi descoberto posteriormente que a cola pode causar necrose do tecido conjuntivo. É recomendado que não seja utilizada em tecido vivo, caso contrário pode ser necessário até mesmo procedimento cirúrgico para remoção da necrose causada pelo ferimento interno.

## Cuidados
Não deve ser ingerida nem entrar em contato com os olhos. Também libera vapores irritantes quando em grande quantidade podem causar danos à saúde. Sua embalagem deve ser armazenada em temperatura ambiente ou na geladeira, com o cuidado de manter o tubo na posição vertical e corretamente fechado. O calor moderado acelera tanto a evaporação quanto a degradação do produto.

## Formas comerciais

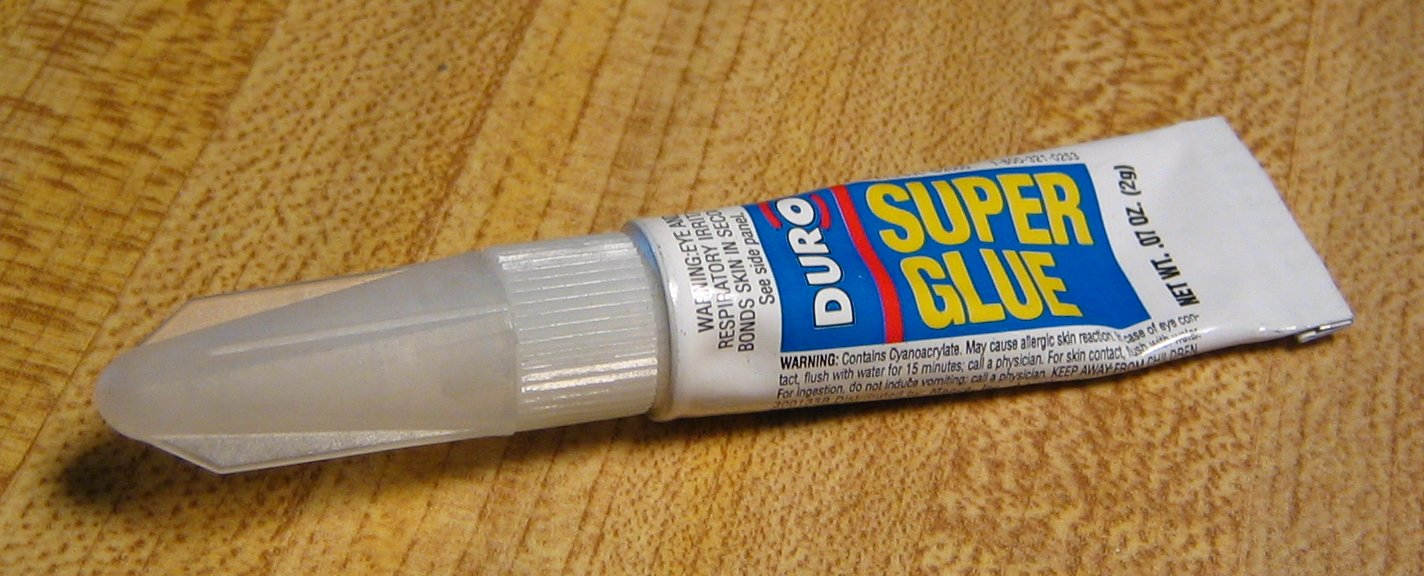
Uma embalagem de cianoacrilato

Produtos contendo basicamente cianoacrilato são comercializados como colas instantâneas de ampla utilidade, sendo o Super Bonder, da Henkel, um dos pioneiros no Brasil, e portanto um sinônimo popular para este tipo de produto. O mesmo acontece em Portugal, com a Super Cola 3 da Loctite.